# Heshikou (sockenhuvudort i Kina, Hunan Sheng, lat 28,22, long 114,06)
Heshikou är en sockenhuvudort i Kina. Den ligger i provinsen Hunan, i den södra delen av landet, omkring 110 kilometer öster om provinshuvudstaden Changsha. Antalet invånare är 11 122. Befolkningen består av 5 249 kvinnor och 5 873 män. Barn under 15 år utgör 19,0 %, vuxna 15-64 år 66 %, och äldre över 65 år 13,0 %.
Runt Heshikou är det ganska tätbefolkat, med 248 invånare per kvadratkilometer. Närmaste större samhälle är Huangmao, 12,8 km söder om Heshikou. I omgivningarna runt Heshikou växer i huvudsak blandskog.
Genomsnittlig årsnederbörd är 2 205 millimeter. Den regnigaste månaden är maj, med i genomsnitt 372 mm nederbörd, och den torraste är oktober, med 50 mm nederbörd.